# Parque Nacional Wolin

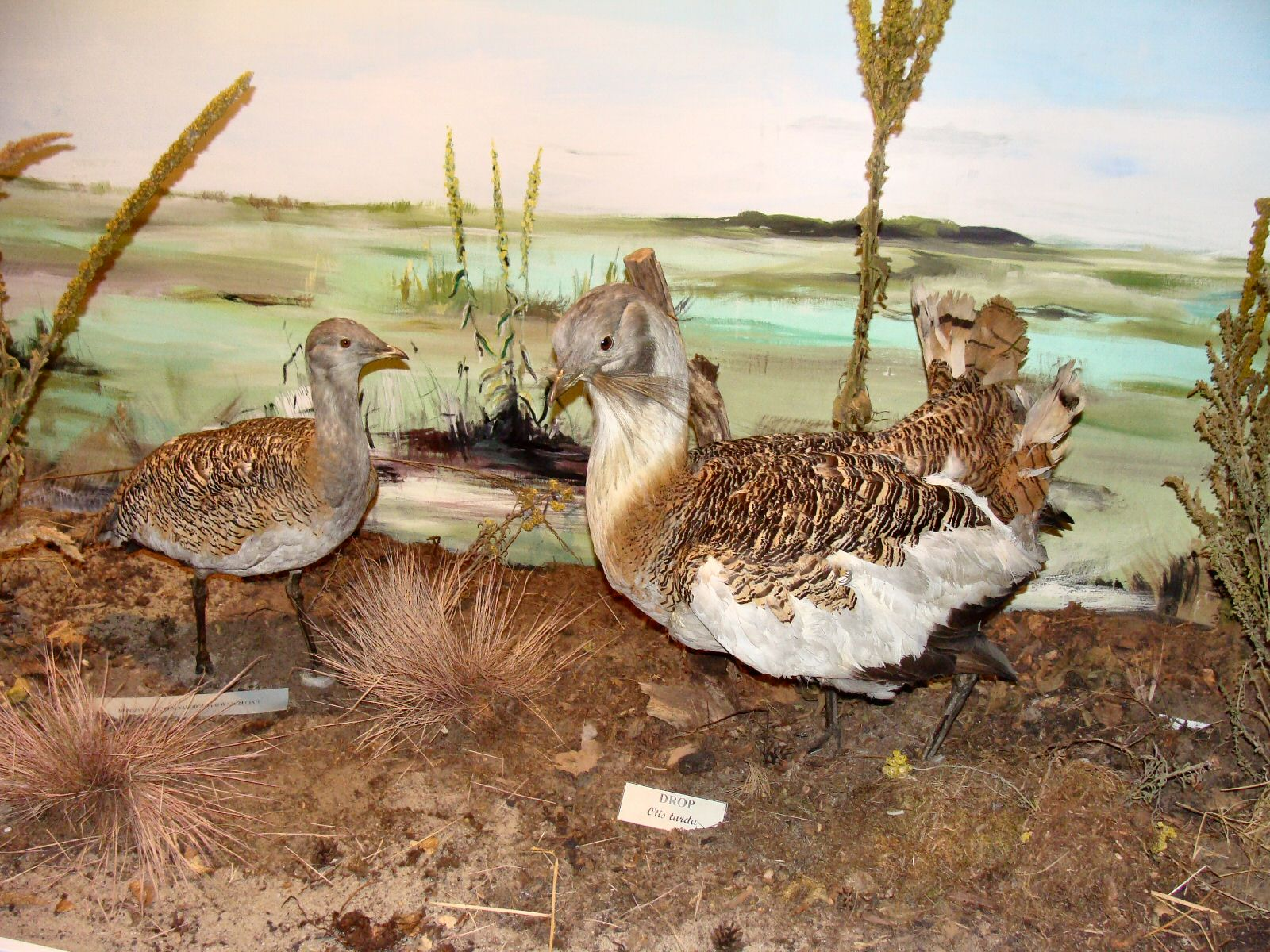
Abetarda-comum em exposição no museu Parque Nacional Wolin

Parque Nacional Wolin, é uma área protegida da Polônia localizada na voivodia da Pomerânia Ocidental, uma curta distância de várias cidades Wolin, Międzyzdroje, Dziwnów e Świnoujście, norte de Estetino. O parque protege a ilha de Wolin das margens do Mar Báltico e Lagoa de Szczecin, e também Rio Świna.